# Alfa del Microscopi
Alfa del Microscopi (α Microscopii) és un estel a la constel·lació del Microscopi. De magnitud aparent +4,89, és només la quarta més brillant de la constel·lació malgrat tenir la denominació de Bayer «Alfa». De fet, a Microscopium els estels no estan ordenats d'acord amb la seva lluentor, com caldria esperar, sinó d'acord amb la seva posició d'oest a est.
Situada a 360 anys llum de distància del sistema solar, Alfa del Microscopi és un gegant groc de tipus espectral G7III.
Amb una temperatura superficial de 4.920 K, la seva lluminositat és 163 vegades major que la del Sol. La seva edat s'estima en menys d'una desena part de la del Sol, entorn dels 420 milions d'anys. En començar va ser un estel de tipus B8 de la seqüència principal per, 70 milions d'anys enrere, per començar a expandir-se en un estel gegant el diàmetre actual del qual és 16 vegades més gran que el del Sol.
L'estel tènue de magnitud 10 que hi ha a només 20 segons d'arc, denominat Alfa del Microscopi B, sembla no ser un company real, sinó simplement un altre estel en la mateixa línia de visió, sent per tant una estrella binària visual.